# Верхній Авзян
Верхній Авзя́н (рос. Верхний Авзян, башк. Үрге Әүжән) — село (колишнє смт) у складі Бєлорєцького району Башкортостану, Росія. Адміністративний центр Верхньоавзянської сільської ради.

## Історія
Село засноване 1753 року при будівництві Авзяно-Петровських заводів. До 17 грудня 2004 року мало статус смт.

## Населення
Населення — 2024 особи (2010; 2576 в 2002).

## Видатні уродженці
- Кудімов Павло Васильович — Герой Радянського Союзу.